# General de Tropas Paracaidistas

Insignia de hombro.

General der Fallschirmtruppe (General de Tropas Paracaidistas) fue un rango del generalato de la Deutsche Luftwaffe (Fuerza Aérea alemana) en la Alemania Nazi. Hasta el fin de la II Guerra Mundial en 1945, este oficial en particular tenía un rango de nivel de tres estrellas (OF-8), equivalente a teniente general del ejército de EE. UU.
Los rangos de General de la Luftwaffe eran en 1945:
- General de tropas paracaidistas
- General de artillería antiaérea
- General de aviadores
- General de tropas de comunicación de la fuerza aérea
- General de la fuerza aérea

Estos rangos eran equivalentes al de General del ejército de tierra (Heer), como sigue:
- General de artillería
- General de tropas de montaña
- General de infantería
- General de caballería
- General de transmisiones
- General de tropas panzer (tropas acorazadas)
- General de ingenieros

## Lista de oficiales que fueronGeneral der Fallschirmtruppe

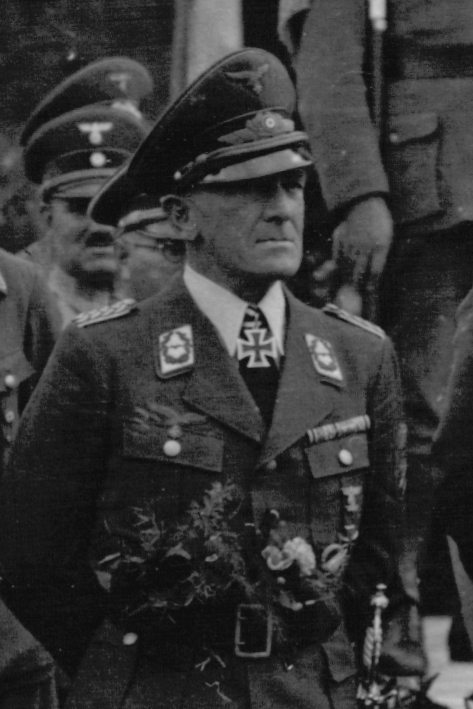
Eugen Meindl, 1941.

- Bruno Bräuer
- Paul Conrath
- Richard Heidrich
- Eugen Meindl
- Hermann-Bernhard Ramcke
- Alfred Schlemm
- Kurt Student

- Datos: Q1476450